# Núcleo da Proteção da Força
O Núcleo de Protecção da Força (NPF) é uma unidade da Força Aérea Portuguesa (FAP), cuja função é treinar e aprontar a Unidade de Proteção da Força (UPF). A sua formação advém da necessidade por parte da FAP em dispor de equipas treinadas nas vertentes de Active Defense, capazes de efectuar a protecção e segurança de meios e Forças Nacionais Destacadas (FND), ao serviço das várias organizações internacionais com as quais Portugal assumiu compromissos políticos.

## Missões realizadas
Segue-se a lista de missões realizadas pelo NPF de acordo com o website da FAP emfa.pt:
- ISAF (Afeganistão):
  - Destacamento C-130 2008 e 2009;
  - TACP 2010;
- EUFOR (Chade):
  - Destacamento C-130 2008;
- EUFOR ATALANTA:
  - Destacamento P3P 2010;
- NATO Ocean Shield Destacamento P3C 2011;
- Island Air Policing 2012;
- Operação MANATIM 2012;
- Evacuação de Cidadãos nacionais do Egipto e Líbia 2011;
- Protecção equipa médica Líbia 2011;
- Cimeira Europa- África 2008;
- Cimeira da NATO 2010;
- FORCEVAL 2011;
- Exercício Real Thaw 2009 a 2012;
- Exercício Hot Blade 2012;
- Exercício Sword Fish 2010 e 2011.

## Unidade de Protecção da Força
A Unidade de Protecção da Força é uma unidade dentro do NPF, composta única e exclusivamente por militares da FAP da especialidade Polícia Aérea.